# Алгасовский район
Алгасовский район — административно-территориальная единица в составе Центрально-Чернозёмной, Воронежской и Тамбовской областей, существовавшая в 1928—1933 и 1934—1959 годах. Центр — село Алгасово.
Алгасовский район был образован в 1928 году в составе Тамбовского округа Центрально-Чернозёмной области. 30 июля 1930 года в связи с ликвидацией окружной системы в СССР Алгасовский район перешёл в прямое подчинение Центрально-Чернозёмной области.
1 февраля 1933 года Алгасовский район был упразднён. При этом Альдинский, Благодатинский, Николаевский, Пеньковский, Раевский, Серповский (без посёлка Вислый Бор) и Старо-Томниковский сельсоветы, а также посёлки Воля и Зелёный Луг Алгасовского 2-го с/с были переданы в Моршанский район, а Алгасовский 1-й, Алгасовский 2-й (без посёлков Воля и Зелёный Луг), Вановский, Давыдовский, Дьяченский, Кадыковский, Ново-Томниковский, Носинский, Рыбинский, Самодуровский, Темяшевский, Чернитовский с/с и посёлок Вислый Бор Серповского с/с — в Ракшинский район.
В 1934 году Алгасовский район был восстановлен и включён в состав Воронежской области. В состав района вошли Алгасовский 1-й, Алгасовский 2-й, Вановский, Дьяченский, Кадыковский, Ново-Томниковский, Носинский, Рыбинский, Самодуровский, Темяшевский и Чернитовский с/с, переданные из Ракшинского района.
27 сентября 1937 года Алгасовский район был включён в состав Тамбовской области.
По данным 1945 года Алгасовский район делился на 11 сельсоветов: Алгасовский 1-й, Алгасовский 2-й, Вановский, Дьячинский, Кадыковский, Носиновский, Ново-Томняковский, Рыбинский, Самодуровский, Темяшевский и Чернитовский.
30 октября 1959 года Алгасовский район был упразднён, а его территория передана в Ракшинский район.